# دونگا کراواریتسا
دونگا کراواریتسا (به صربی: Donja Kravarica) یک منطقهٔ مسکونی در صربستان است که در لوچانی واقع شده‌است. دونگا کراواریتسا ۱۲٫۷۹ کیلومتر مربع مساحت و ۳۵۸ نفر جمعیت دارد.